# ダンナ小柳
ダンナ小柳（だんなこやなぎ、本名：庭野 敏和、1968年10月2日 - ）は、日本のパフォーマー。パフォーマンス集団「電撃ネットワーク」のメンバー。メンバーの中で一番背が高い（188cm）。芸能プロダクション「株式会社電撃兄弟社」に所属。メディア関係は主に、芸能プロダクション「ビッグ・ブッキング・エンターテインメント (株式会社BBE)」に委託している。
新潟県十日町市出身。新潟県立塩沢商工高等学校中退。

## 略歴
- ミュージカル養成所に入るものの、自分の才能に限界を感じ中退。その後南部虎弾と知り合い、電撃ネットワーク（以下「電撃」）を結成。芸名の由来は、当時小柳ルミ子の夫であった大澄賢也に似ている事から。
- 後に電撃が「TOKYO SHOCK BOYS」となるきっかけを作る。TVから追放され無為の日々を送っていた時、たまたま小柳が鼻に牛乳を入れてしまい、目から出たのを見た南部が「体を張ったパフォーマンスは受けるんじゃないか？海外なら」と思いついたのが全ての始まりであった。
- デンマークの王女の前で「割り箸一本尻割り」を披露し、王女を失神させた事がある。
- 過去に乳首が一度芸で取れてしまったが、かさぶたが取れたら新しい乳首が出来ていたとのこと。
- 「痛みを感じない」体質を持ち味（後述）としているが、2015年1月28日放送回の「水曜日のダウンタウン」内での企画にて、足裏マッサージによる痛みには弱いという事が判明した。

## 持ちネタ
「痛みを感じない」という特異体質を前面に出した危険な芸が持ち味。例えば、
- 「ミルクマン」 - 電撃の始まりとなった、オープニングには欠かせない牛乳を鼻から入れて目から出す芸。
- 「花火男」
- ギュウゾウとのコンビで「宙吊り花火男」
- 「割り箸一本赤フンドシ男」
- 「ドライアイスを食べる男」オチは目・鼻・耳からの二酸化炭素噴出。

## 連載
- PERTH EXPRESS（オーストラリアの現地情報誌）（連載中）
- ここでる「来た見た勝った」（光栄）（2006年11月〜2007年7月）
- 夕刊フジ「パチンコ情報コーナー」（2003年12月〜2004年6月）
- パチスロ攻略マニアックスA「愛のミルクビーム」（ビッグマン社）（2003年1月〜2003年4月）
- 週刊 新潟WEEK!「Dengeki Danna Week!」（ニューズ・ライン）（2001年12月〜2002年12月）